# Fize-Fontaine
Fize-Fontaine (en wallon Fize-Fontinne) est une section de la commune belge de Villers-le-Bouillet située en Région wallonne dans la province de Liège.
C'était une commune à part entière avant la fusion des communes de 1977.

## Démographie
- Sources:INS, Rem:1831 jusqu'en 1970=recensements, 1976= nombre d'habitants au 31 décembre

## Histoire
Ancienne seigneurie de la principauté de Liège et poste avancé de la ville de Huy, Fize-Fontaine connut plusieurs lignages chevaleresques, dont les de Fyies, de Cerf, de Haultepenne et de Cerf de Fièze-Fontaine. Les avoués d'Amay possédaient également une avouerie.

## Patrimoine et culture

### Patrimoine et culture
Dans la chapelle du village qui sert d'église se trouve la poignée de la liberté : la tradition veut que quiconque empoigne la poignée n'a plus aucune poursuite judiciaire. Malheureusement, la chapelle comme de nombreuses autres églises de Belgique est fermée.

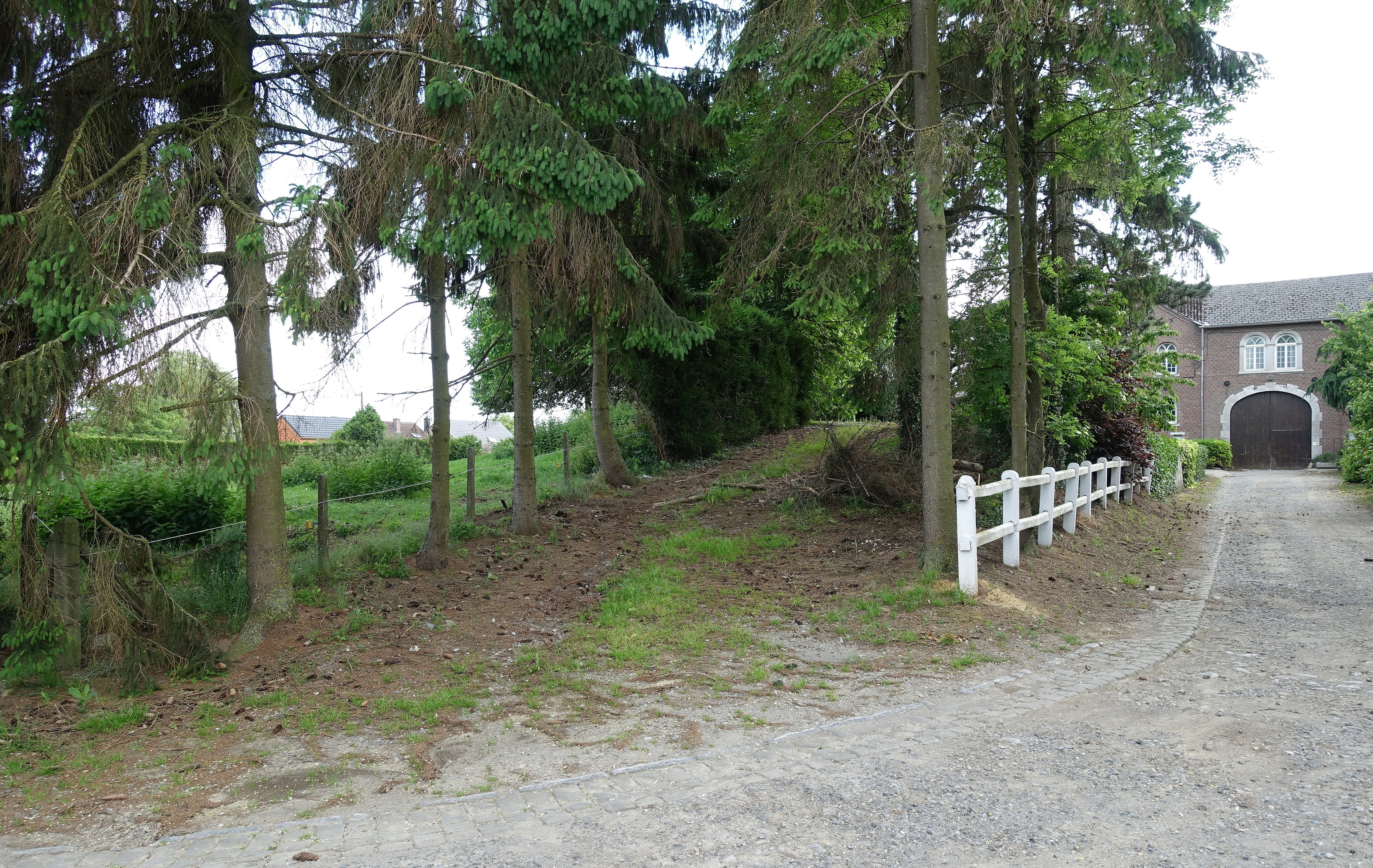
Motte à la Ferme du Cerf à Fize-Fontaine.